# Ветловая
Ветловая — река на полуострове Камчатка в России. Протекает по территории Мильковского района. Длина реки — около 26 км.
Начинается при слиянии нескольких ручьёв к востоку от горы Ветловая Первая. Течёт в северо-западном направлении, проходя между горами Афонюшкин Камень и Толстый Камень. Долина на всём протяжении поросла берёзовым лесом. В низовьях правый берег заболочен. Впадает в реку Сево справа на расстоянии 7 км от её устья. Соединяется протокой с рекой Валагина.
По данным государственного водного реестра России относится к Анадыро-Колымскому бассейновому округу.
- Код водного объекта — 19070000112120000013383[2].

Притоки:
- правые: Ветловушка[Прим 1]

### Комментарий
1. ↑  По данным государственного водного реестра. По данным карт Генерального Штаба ВС СССР впадает в Большую Вахмину